# ロマン・ダニーロヴィチ
ロマン・ダニーロヴィチ（ロシア語: Роман Данилович、1230年頃 - 1258年あるいは1260年）はガーリチ・ヴォルィーニ公ダニールの四男である。ルーツク公（在位：? - 1254年）、ノヴォグルドク公（在位：1254年 - 1258年）。

## 生涯
1252年、父ダニールとハンガリー王ベーラ4世との条約の下で、オーストリア公フリードリヒ2世の姪ゲルトルート(ru)と結婚した。ゲルトルートはオーストリア公位の相続権を有しており、この結婚は、ロマンにオーストリア公国、シュタイアーマルク公国の継承権を付与するものであった。一方、1251年末よりボヘミア王国の王子オタカルがオーストリアに軍勢を率いて駐留し、継承権を主張しており、最終的にはオーストリア公位の継承権はオタカルにあると決定された。ロマンはウィーン近くのノイブルクを居城としていたが、ノイブルクにオタカルの軍勢に包囲されたこと、1253年末にオーストリアを脱し、ノヴォグルドクへ至ったことが知られている。
1255年、父ダニールがリトアニア大公国へ遠征し、リトアニア領の城を占領したのち、リトアニア大公ミンダウガスの息子ヴァイシュヴィルガスの有していた諸都市の領有権を得た。1258年には父と共にヤトヴャグ族に対する遠征を行った。
1258年にヴァイシュヴィルガス、タウトヴィラスの共謀によって殺害された、とする史料がある。

## 妻子
妻はオーストリア公女のゲルトルートと、ヴォルコヴィスク公女エレナ・グレボヴナ。エレナとの間の子ミハイルは、ドルツキー家(ru)の祖であるとする説がある。また、13世紀半ばのスロニム公ヴァシリコ(ru)を、ロマンの子とする説がある。娘のマリヤは1270年にスラヴォニア総督(ru)のヨアキム(en)と結婚した。